# Ronde van Italië 1965
| Eindklassement      |                       |              |
| Algemeen klassement | Vittorio Adorni       | 121h 08' 16" |
| Tweede              | Italo Zilioli         | + 11' 26"    |
| Derde               | Felice Gimondi        | + 12' 49"    |
| Vierde              | Marcello Mugnaini     | + 14' 30"    |
| Vijfde              | Franco Balmamion      | + 15' 05"    |
| Zesde               | Vito Taccone          | + 15' 33"    |
| Zevende             | Franco Bitossi        | + 15' 37"    |
| Achtste             | Roberto Poggiali      | + 19' 22"    |
| Negende             | Imerio Massignan      | + 19' 30"    |
| Tiende              | Guido De Rosso        | + 21' 03"    |
| (Bel)               | Frans Brands (15e)    | + 32' 09"    |
| (Ned)               | ... ()                | + ..' .."    |
| Rode Lantaarn       | Alberto Poletti (81e) | + 4h 16' 24" |
| Bergklassement      | Franco Bitossi        | ? punten     |
| Tweede              | Vito Taccone          | ? punten     |
| Derde               | Vittorio Adorni       | ? punten     |
| Ploegenklassement   | Salvarani             | ?            |
| Tweede              | ?                     | ?            |
| Derde               | ?                     | ?            |

In 1965 ging de 48e Giro d'Italia op 15 mei van start in San Marino. Hij eindigde op 6 juni in Florence. Er stonden 100 renners verdeeld over 10 ploegen aan de start. Hij werd gewonnen door Vittorio Adorni.
Aantal ritten: 22

Totale afstand: 4177.0 km

Gemiddelde snelheid: 34.481 km/h

Aantal deelnemers: 100

## Belgische en Nederlandse prestaties
In totaal namen er 9 Belgen en 0 Nederlanders deel aan de Giro van 1965.

### Belgische etappezeges
- Frans Brands won de 8e etappe van Maratea naar Catanzaro.

### Nederlandse etappezeges
- In 1965 was er geen Nederlandse etappezege.

## Etappe uitslagen
| Datum                  | Etappe    | Parcours                     | Afstand | Eerste                    | Tweede                   | Derde                      | Klassementsleider      |
| ---------------------- | --------- | ---------------------------- | ------- | ------------------------- | ------------------------ | -------------------------- | ---------------------- |
| 15 mei                 | etappe 1  | San Marino - Perugia         | 198 km  | Michele Dancelli (Ita)    | Adriano Durante (Ita)    | Italo Zilioli (Ita)        | Michele Dancelli (Ita) |
| 16 mei                 | etappe 2  | Perugia - L'Aquila           | 180 km  | Guido Carlesi (Ita)       | Arnaldo Pambianco (Ita)  | Jean-Baptiste Claes (Bel)  | Carlo Chiappano (Ita)  |
| 17 mei                 | etappe 3  | L'Aquila - Rocca di Cambio   | 199 km  | Luciano Galbo (Ita)       | Italo Zilioli (Ita)      | Franco Bitossi (Ita)       | Luciano Galbo (Ita)    |
| 18 mei                 | etappe 4  | Rocca di Cambio - Benevento  | 239 km  | Adriano Durante (Ita)     | Michele Dancelli (Ita)   | Severino Andreoli (Ita)    | Albano Negro (Ita)     |
| 19 mei                 | etappe 5  | Benevento - Avellino         | 195 km  | Michele Dancelli (Ita)    | Arnaldo Pambianco (Ita)  | Alfredo Sabbadin (Ita)     | Albano Negro (Ita)     |
| 20 mei                 | etappe 6  | Avellino - Potenza           | 161 km  | Vittorio Adorni (Ita)     | Franco Bitossi (Ita)     | Gabriele Mugnaini (Ita)    | Vittorio Adorni (Ita)  |
| 21 mei                 | etappe 7  | Potenza - Maratea            | 164 km  | Luciano Armani (Ita)      | Vito Taccone (Ita)       | Antonio Bailetti (Ita)     | Vittorio Adorni (Ita)  |
| 22 mei                 | etappe 8  | Maratea - Catanzaro          | 203 km  | Frans Brands (Bel)        | Pietro Scandelli (Ita)   | Severino Andreoli (Ita)    | Bruno Mealli (Ita)     |
| 23 mei                 | etappe 9  | Catanzaro - Reggio Calabria  | 161 km  | Adriano Durante (Ita)     | Domenico Meldolesi (Ita) | Michele Dancelli (Ita)     | Bruno Mealli (Ita)     |
| 24 mei                 | etappe 10 | Messina - Palermo            | 258 km  | Domenico Meldolesi (Ita)  | Dino Zandegu (Ita)       | Georges Vandenberghe (Bel) | Bruno Mealli (Ita)     |
| 25 mei                 | etappe 11 | Palermo - Agrigento          | 146 km  | Guido Carlesi (Ita)       | Vito Taccone (Ita)       | Carlo Brugnami (Ita)       | Bruno Mealli (Ita)     |
| 26 mei                 | etappe 12 | Agrigento - Syracuse         | 230 km  | Raffaele Marcoli (Ita)    | Domenico Meldolesi (Ita) | Georges Vandenberghe (Bel) | Bruno Mealli (Ita)     |
| 27 mei                 | etappe 13 | Catania - Taormina (tijdrit) | 58 km   | Vittorio Adorni (Ita)     | Felice Gimondi (Ita)     | Guido De Rosso (Ita)       | Vittorio Adorni (Ita)  |
| 28 mei was een rustdag |           |                              |         |                           |                          |                            |                        |
| 29 mei                 | etappe 14 | Milaan - Novi Ligure         | 100 km  | Danilo Grassi (Ita)       | Dino Zandegu (Ita)       | Frans Brands (Bel)         | Vittorio Adorni (Ita)  |
| 30 mei                 | etappe 15 | Novi Ligure - Diano Marina   | 223 km  | Bruno Mealli (Ita)        | Vito Taccone (Ita)       | Georges Vandenberghe (Bel) | Vittorio Adorni (Ita)  |
| 31 mei                 | etappe 16 | Diano Marina - Turijn        | 205 km  | Aldo Pifferi (Ita)        | Giacomo Fornoni (Ita)    | Lorenzo Lorenzi (Ita)      | Vittorio Adorni (Ita)  |
| 1 juni                 | etappe 17 | Turijn - Biandronno          | 163 km  | Raffaele Marcoli (Ita)    | Adriano Durante (Ita)    | Michele Dancelli (Ita)     | Vittorio Adorni (Ita)  |
| 2 juni                 | etappe 18 | Biandronno - Saas-Fee        | 178 km  | Italo Zilioli (Ita)       | Vittorio Adorni (Ita)    | Franco Bitossi (Ita)       | Vittorio Adorni (Ita)  |
| 3 juni                 | etappe 19 | Saas-Fee - Madesimo          | 282 km  | Vittorio Adorni (Ita)     | Vito Taccone (Ita)       | Franco Bitossi (Ita)       | Vittorio Adorni (Ita)  |
| 4 juni                 | etappe 20 | Madesimo - Stelviopas        | 160 km  | Graziano Battistini (Ita) | Ugo Colombo (Ita)        | Italo Zilioli (Ita)        | Vittorio Adorni (Ita)  |
| 5 juni                 | etappe 21 | Bormio - Brescia             | 179 km  | Franco Bitossi (Ita)      | Vito Taccone (Ita)       | Italo Zilioli (Ita)        | Vittorio Adorni (Ita)  |
| 6 juni                 | etappe 22 | Brescia - Florence           | 295 km  | René Binggeli (Zwi)       | Frans Brands (Bel)       | Roberto Poggiali (Ita)     | Vittorio Adorni (Ita)  |

 winnaars · 
roze trui · 
  puntenklassement · 
  bergklassement · 
 jongerenklassement · 
 intergiro · 
 ploegenklassement · 
 strijdlust · 
 zwarte trui
Giro d'Italia Next Gen · Giro Donne · Cima Coppi
 Belgische rozetruidragers · etappewinnaars
 Nederlandse rozetruidragers · etappewinnaars
Mannen:
1909 · 
1910 · 
1911 · 
1912 · 
1913 · 
1914 · 
1919 · 
1920 · 
1921 · 
1922 · 
1923 · 
1924 · 
1925 · 
1926 · 
1927 · 
1928 · 
1929 · 
1930 · 
1931 · 
1932 · 
1933 · 
1934 · 
1935 · 
1936 · 
1937 · 
1938 · 
1939 · 
1940 · 
1946 · 
1947 · 
1948 · 
1949 · 
1950 · 
1951 · 
1952 · 
1953 · 
1954 · 
1955 · 
1956 · 
1957 · 
1958 · 
1959 · 
1960 · 
1961 · 
1962 · 
1963 · 
1964 · 
1965 · 
1966 · 
1967 · 
1968 · 
1969 · 
1970 · 
1971 · 
1972 · 
1973 · 
1974 · 
1975 · 
1976 · 
1977 · 
1978 · 
1979 · 
1980 · 
1981 · 
1982 · 
1983 · 
1984 · 
1985 · 
1986 · 
1987 · 
1988 · 
1989 · 
1990 · 
1991 · 
1992 · 
1993 · 
1994 · 
1995 · 
1996 · 
1997 · 
1998 · 
1999 · 
2000 · 
2001 · 
2002 · 
2003 · 
2004 · 
2005 · 
2006 · 
2007 · 
2008 · 
2009 · 
2010 · 
2011 · 
2012 · 
2013 · 
2014 · 
2015 · 
2016 · 
2017 · 
2018 · 
2019 · 
2020 · 
2021 · 
2022 · 
2023 · 
2024 · 
2025
Vrouwen:
1988 · 
1989 · 
1990 · 
1991 ·
1992 ·
1993 · 
1994 · 
1995 · 
1996 · 
1997 · 
1998 · 
1999 · 
2000 · 
2001 · 
2002 · 
2003 · 
2004 · 
2005 · 
2006 · 
2007 · 
2008 · 
2009 · 
2010 · 
2011 · 
2012 ·
2013 · 
2014 ·
2015 ·
2016 ·
2017 ·
2018 ·
2019 ·
2020 ·
2021 ·
2022 ·
2023 ·
2024 ·
2025